# Histoire de l'industrie en Dauphiné
L'histoire de l'industrie en Dauphiné est présentée de la fin du XVIIe siècle à l'année 1869. A cette date a lieu l'aménagement par une conduite forcée du torrent de Lancey descendu de la chaîne de Belledonne. Débute alors une nouvelle période car l'industrialisation se développe en fonction de la houille blanche (énergie hydromécanique, puis hydroélectrique). La partie montagneuse du Dauphiné se trouve avantagée par rapport à la période précédente.

## Les origines (fin du XVIIe siècle-1730)
Au terme de cette période, sur les 583 000 habitants du recensement de 1730, les ouvriers à plein temps représentaient 4,48 % de la population totale de la province, pourcentage non négligeable s’il était rapporté à la seule population active, s'agissant d'une société vouée aux tâches agricoles dans son écrasante majorité.

### Les industries traditionnelles
Le tableau des différentes industries fait apparaître un maintien des industries traditionnelles qu’on peut qualifier d’endogènes car elles tirent l’essentiel de leurs approvisionnements des ressources locales.
Le travail des fibres textiles mobilise 84 % de la main-d’œuvre, 53 % pour la seule draperie (industrie de la laine). L’élevage du mouton est très important dans la zone des Préalpes, du Vercors aux Baronnies en particulier mais la médiocre qualité de la laine contraint à des achats complémentaires en Provence et dans les pays méditerranéens par le port de Marseille et le marché de Beaucaire. Les différentes tâches de préparation de la fibre, du cardage au tissage, animent « une véritable nébuleuse de petites entreprises qui se dispersent à l’infini ». Mais les pièces d’étoffe mises sur le marché proviennent majoritairement des élections de Romans, Valence et Montélimar. La culture du chanvre est très répandue avec prépondérance dans la vallée de l’Isère et le Bas-Dauphiné. C’est au point que la moitié de la production est exportée brute par les ports de Marseille et de Toulon. La toilerie, travail de cette fibre compte pour 31 %. Comme pour la laine, cette activité est répandue dans tout le pays mais Voiron en constitue de loin la véritable capitale en concentrant les deux tiers de la filature, du tissage et du tressage.
Avec 6,6 % des emplois, l’industrie du cuir vient en deuxième rang, très loin derrière le textile. La tannerie est très généralement répandue à l’image du cheptel bovin présent dans toutes les campagnes. Toutefois, il faut souligner une concentration importante dans la ville de Romans et alentour pour toutes les qualités de cuir. Il en est de même de la mégisserie qui s’approvisionne en peaux de chèvres et de moutons dans les montagnes dauphinoises. Mention spéciale doit cependant être faite de la ganterie dans laquelle Grenoble exerce une prépondérance écrasante avec 85 % (p. 40). Il faut citer, pour être complet, malgré son insignifiance en termes d’emploi, la papeterie eu égard à la grande importance qu’elle devait prendre par la suite dans la province. Si sa présence est attestée dès la fin du XVe siècle, c’est qu’elle trouvait des conditions favorables à son développement dans l’existence de cours d’eau alliant la pureté de leurs eaux et la force motrice des moulins. Elle est dispersée en plusieurs points (Grésivaudan, seuil de Rives, basse Isère, vallée de la Drôme, et Bas-Dauphiné - Bourgoin et Vienne). La proximité des centres d’édition de Lyon et, accessoirement, de Vienne assurait un débouché proche.
On prendra une plus juste mesure de l’importance de la métallurgie en considérant non pas le pourcentage des emplois industriels dans le total dauphinois (6,2 %) mais celui de la valeur de la production marchande (21 %). La différence entre ces deux chiffres s’explique par la multiplicité et la technicité des opérations de transformation entre la mine et la forge et donc la forte valorisation de la production. Cette activité repose sur l’exploitation des mines de fer disposées selon deux secteurs géographiques, tous deux en exploitation dès le Moyen Âge. Il s’agit d’une part des gisements des massifs préalpins de Chartreuse et du Vercors, d’autre part de ceux du versant occidental de la chaîne de Belledonne, d’Allevard à Vizille. Mais les gisements préalpins dont les Chartreux avaient initié l’exploitation avaient cessé toute activité au début du XVIIIe siècle. Ainsi, toute la métallurgie s’approvisionnait dans le secteur de Belledonne aux ressources plus abondantes et de bonne teneur de 36 à 42 %.
Quant au travail du métal, une distinction doit être faite entre les métallurgies lourde et différenciée. La première est concentrée essentiellement sur le rebord occidental de Belledonne : c’est là, d’Allevard à Uriage qu’est installé le plus grand nombre de hauts fourneaux, producteurs de fonte. A la disponibilité sur place du minerai descendu à dos de mulets de la montagne vers 1200-1500 mètres s’ajoute celle du combustible employé dans la réduction du minerai : le bois des vastes forêts est transformé en charbon dans de multiples charbonnières. Cette spécialisation n’exclut pas les activités de transformation dans des taillanderies. Dans la vallée de l’Isère, Saint-Vincent-de-Mercuze conserve son haut-fourneau, bien que n’étant plus alimenté par des mines de Chartreuse, car il bénéficie du privilège de la proximité d’Allevard.
Mais la métallurgie de transformation de la fonte est devenue la grande activité du seuil de Rives, au coude de l’Isère, entre 15 et 20 km au nord de Grenoble. Le dernier glacier quaternaire y avait longtemps stationné et avait déposé devant lui une imposante moraine frontale. Du haut de ce vallum s’échappent en direction de l’Isère les deux gros ruisseaux de la Fure et de la Morge, abondants, bien alimentés (la Fure en particulier qui sort du lac de Paladru) avec un dénivelé de 300 mètres sur 20 kilomètres. Ils sont coupés, dans leur cours saccadé, de nombreuses ruptures de pente. On disposait donc sur ce site privilégié d’une eau pure et de la force motrice de nombreux moulins. Par ailleurs, la voie de l’Isère était très active et était animée par d’importantes compagnies de navigation. C’est par elle que descendaient les fontes d’Allevard vers le port proche de Tullins. La réunion de toutes ces conditions favorables explique le grand nombre de fabriques d’acier et les taillanderies livrant sur un marché national les divers instruments de coupe. En complément, il faut ajouter que c’est grâce à la navigation qu’a pu subsister ce qui restait de l’industrie préalpine du Vercors et de la Chartreuse. Le haut-fourneau de Saint-Laurent-en-Royans, construit par les Chartreux en 1672, en recevait son alimentation en minerai et expédiait en retour sa fonte vers la fonderie de canons établie par la Marine royale en 1679 à Saint-Gervais, proche du seuil de Rives ; la voie du Rhône complétait celle de l’Isère jusqu’à Arles et à l’arsenal de Toulon. C’est encore grâce à l’Isère qu’a pu être maintenu en fonction le haut-fourneau de Fourvoirie à l’ouest de la Chartreuse.

### Les industries récentes
Il reste peu à dire sur les industries nouvellement développées dans la province de Dauphiné car elles y apportent encore très peu d’emplois et dégagent de faibles revenus. La bonneterie, d’origine anglaise, était apparue en France en 1656 par intervention du gouvernement. La première mention en Dauphiné en est faite à Valence en 1679, à Romans en 1697. Ses progrès sont encore très limités en 1730. De l’extérieur est également venue la soierie. Ses développements devaient rester très modestes par rapport au Vivarais dont les très nombreux moulinages approvisionnaient la soierie lyonnaise dès la fin du XVIe siècle. C’est seulement à partir de 1725 environ que se généralisent la culture du mûrier et l’élevage du ver à soie dans le sud du Dauphiné favorisé par ses sols et son climat. Le moulinage gagne alors ces mêmes territoires correspondant à l’actuel département de la Drôme. Le tissage ne fait qu’une timide apparition. En revanche on s’y adonne, ainsi que dans la basse vallée de l’Isère jusqu’à Grenoble, à la confection des petites étoffes, tissus légers pour l’habillement et l’ameublement, mélanges de laine et de soie.

### Une carte contrastée
Cette approche par branches doit être complétée par une cartographie des secteurs industriels. On peut en distinguer trois. Celui des mines et de la métallurgie lourde est centré sur le Grésivaudan. Le seuil de Rives est le domaine de la métallurgie différenciée mais aussi de la papeterie et de la toile. Dans les plaines rhodaniennes et leur arrière-pays préalpin prospère toute la gamme des activités du textile et du cuir. S’agissant des centres urbains on notera la place effacée des deux principales villes. Grenoble, qui vit essentiellement de son Parlement et de sa garnison, est trop étroitement spécialisée dans la ganterie. Valence rayonne plus par son rôle universitaire et religieux que par ses activités productives. À l’opposé trois villes font figure de pôles industriels avec une large gamme de fabrications. Voiron n’est pas seulement le grand centre de la toilerie. Y prospèrent également la métallurgie, le travail du cuir, la papeterie sur les bords de la Morge. A Vienne est présente toute la gamme des industries textiles, particulièrement le travail de la soie et de la laine, mais aussi la chapellerie, la tannerie-mégisserie et même la métallurgie. Romans, enfin, est de beaucoup le centre le plus ancien et le plus important. C’est à la fois une cité industrielle, où prospèrent toutes les activités du textile et du cuir, et une grande place commerciale. C’est cette ville, et non Valence sa voisine, qui profite de la situation à la confluence de l’Isère et du Rhône. Là est vraiment « la métropole économique du Dauphiné, rassemblant une grande partie de la production locale et la dirigeant vers les marchés extérieurs ».

## Deuxième partie. La lutte de l’artisanat et de la grande industrie (1730-1820)

### I – 1730-1789: L’ère des grandes tentatives

#### Industries en difficulté
Les industries du cuir, dans leur ensemble, ne semblent plus porteuses d’avenir. À partir de 1760, elles souffrent des tracasseries et taxes qui leur sont imposées par le gouvernement. La tannerie et la mégisserie semblent mieux se maintenir des campagnes drômoises au Briançonnais mais dans un climat de concurrence dont celle du Vivarais. Si la ganterie tend à disparaître dans les centres secondaires, elle se concentre sur la place de Grenoble où sont employées 4 664 personnes, dont 3600 couturières, en 1787. C’est grâce à cette ville qu’on enregistre une forte progression de l’ensemble du Dauphiné de 237 % pour les effectifs et de 822 % pour la production par rapport à 1730. Pour la papeterie, on peut parler d’une à peu près totale stagnation en Dauphiné à la différence, là encore, du Vivarais où les Montgolfier prospèrent à Annonay. Le jugement de l’inspecteur du Bu en 1778 est sans appel : « les maîtres-papetiers, la plupart propriétaires, sont sans moyens, sans crédit comme sans talent ».
Le même constat s’impose pour la métallurgie dauphinoise dans son ensemble. Tant par sa répartition que par sa production elle reste presque semblable en 1789 à ce qu’elle était en 1730. L’extraction du minerai de fer se concentre sur Allevard qui conserve ses hauts-fourneaux et, « de plus en plus, domine la métallurgie dauphinoise, alimentant les forges de Rives dont les aciers approvisionnent Saint-Étienne et Thiers [la coutellerie] tandis que leurs fers et les produits de taillanderie restent réservés au marché local ». La fonderie de canons de Saint-Gervais tombe dans une profonde léthargie : « l’éloignement du minerai, le coût élevé des canons assurent l’avantage à Ruelle [sur un affluent de la Charente, non loin d’Angoulême, depuis 1753], sa puissante rivale ».

#### Industries en forte progression et industries nouvelles
Au fond, avec des réserves pour la draperie, ce sont les industries textiles qui continuent après 1730 à être les plus importantes et les plus en progrès. C’est par elles que la grande industrie apparaît en Dauphiné. Certes, la draperie a souffert de diverses crises en partie liées à la perte de marchés du fait de la concurrence étrangère et de la médiocre qualité de ses productions. Alors qu’elle animait au début du siècle l’ensemble de la province, à la fin de la période, à l’exception du Briançonnais, on observe sa concentration « dans la région des plaines rhodaniennes et des montagnes de bordure, de Vienne au Comtat ». Mais le fait majeur est le développement considérable de Vienne. Misant sur la qualité, une manufacture labellisée royale « a excité l’émulation de nombreux autres fabricants ». Les résultats sont là ! On l’apprend par un rapport à l’intendant de 1776 : « Beaucoup d’hommes s’occupent sur les métiers et pour les apprêts, foulonniers, tondeurs, tisseurs, etc. Mais les femmes et les enfants en cardant et filant se procurent leur subsistance. La fabrique tient les faubourgs de Vienne et les villages circonvoisins ; elle nourrit 6 à 8 000 personnes ». En 1787, la progression par rapport à 1730 s’établit à 164 % quant au nombre de métiers, à 780 % pour le nombre d’ouvriers. « Cet endroit est, sans contredit, le chef-lieu de fabrication du Dauphiné ».
Aucune réserve, en revanche, en ce qui concerne le travail du chanvre. Si les centres secondaires de fabrication des toiles disparaissent, en compensation, on note à partir de 1765 une prodigieuse ascension de la toilerie voironnaise : « Concentrant en 1787 la production de 52 villages, auxquels il faut ajouter 18 localités autour des Abrets et de Pont-de-Beauvoisin, [Voiron est un] foyer d’attraction d’une nébuleuse de plus en plus étendue ». « En 1789, le chiffre record sera atteint de 24 126 pièces soit un accroissement de 212 % par rapport à 1730. À cette époque gravitent autour de Voiron 1211 fabricants et 2766 métiers, tandis que Pont-de-Beauvoisin commande à 335 fabricants et 691 métiers ». A l’écart de ce groupe, Saint-Jean-de-Bournay s’est spécialisé dans la fabrication de la toile à voile. On y compte 600 fileuses en 1789.
Parmi les autres industries textiles, la bonneterie prend de plus en plus d’importance à partir de 1750 divers arrêtés ayant levé toutes restrictions à son développement. À partir de 1760 sont introduites les machines anglaises plus perfectionnées. Par rapport à 1730, la production a été multipliée par 16, les effectifs ouvriers par 10 et le nombre de métiers par 7. Trois centres jouent un rôle essentiel mais Romans affirme sa prépondérance avec 979 personnes employées. L’essor de la soierie se généralise dans l’ensemble du Dauphiné. Cela commence par le développement de la culture du mûrier qui n’est plus cantonné au sud de la province. L’inspecteur du Bu en informe son ministre Trudaine. « La plantation des mûriers en Dauphiné est la manie à la mode, tout le monde plante : le riche propriétaire en fait une loy à ses fermiers, celui qui est aisé arrache de ses domaines noyers et amandiers pour leur substituer des mûriers et il n’est pas de si petit tenancier qui n’ait, auprès de sa chaumière, une pépinière de mûriers pour remplacer ceux que le tems ou les hivers rigoureux ont fait périr ». Partout également, après l’élevage du ver à soie on procède au tirage. Plus prodigieux encore est l’essor du moulinage dans l’ensemble des plaines rhodaniennes et des montagnes préalpines. À la fin du XVIIIe siècle le Dauphiné est devenu un des premiers centres français de filature et de moulinage de la soie, sinon le premier. La production des petites étoffes est sans grand avenir car soumise aux fluctuations de la mode. La plus grande nouveauté est la brusque apparition du coton à partir de 1760. Il s’agit d’abord, bien entendu, de la filature et du tissage de la fibre avec les encouragements gouvernementaux. L’introduction des métiers anglais était la condition préalable à ce développement. Les centres les plus nombreux et les plus actifs sont dans la Drôme avec Valence et Crest mais aussi le Briançonnais dans la ville elle-même et dans le réseau des vallées affluentes de la Durance comme au Monetier et à Salle, dans celle de la Guisane. Parallèlement se répand la fabrication des toiles peintes dont c’est alors la grande mode dans toute la France. Elle avait été interdite par un arrêt de 1686 sous la pression des soyeux qui en redoutaient la concurrence. Sitôt l’interdiction levée par un arrêté de 1759, les manufactures d’indiennes vont se multiplier. Les approvisionnements étaient facilités par la proximité du port de Marseille et le marché de Beaucaire, Ajoutons l’influence de la Suisse qui n’avait pas connu ces interdictions et qui devait fournir la majorité des techniciens et des chefs d’entreprise. Valence a sa manufacture dès 1764. L’exemple est suivi à Vizille par la famille Perier en1775, Jallieu en 1778, Saint-Symphorien d’Ozon en 1785, Sassenage en 1787, etc.
« Ainsi, le Dauphiné, de 1730 à 1789, avait été l’objet d’une poussée industrielle assez inégale, mais qui, dans son ensemble, se révélait d’une très grande ampleur ».

### II - L’ère des épreuves: 1789-1820

#### Trois phases
Ces trente années se décomposent en trois phases très différentes. De 1789 à 1800, la Révolution transforme radicalement les conditions faites à l’industrie : la situation de guerre à partir de 1792 impose une mobilisation de toutes les ressources au service des armées mais l’économie se trouve bien vite totalement déréglée par la crise monétaire qui accompagne la création des assignats, la résistance au système des réquisitions, le difficile approvisionnement en matières premières, la rareté de la main-d’œuvre et l’agitation sociale.
Pendant la dernière décennie, la vie économique dauphinoise cumule les conséquences néfastes de la politique napoléonienne du Blocus continental qui avait coupé la France de biens des sources d’approvisionnement et de certains débouchés . « Mais quelque nocifs qu’aient été les effets du Blocus Continental et de la guerre sur une province largement tournée vers l’extérieur, ils ne suffisent pas à tout expliquer. En réalité, l’industrie dauphinoise souffrait avant tout de son archaïsme, de sa technique insuffisante, de ses méthodes routinières de financement, de son excessive dispersion ». Seule la période intermédiaire du Consulat et des premières années de l’Empire se prête à l’établissement d’un bilan permettant de faire le point et d’établir une comparaison avec la situation antérieure.

#### Un faible renouvellement
Il n’est évidemment pas question de renouvellement par l’apparition de nouvelles branches d’activité dans le bilan établi vers 1810. Il fait apparaître un redressement peu spectaculaire dans la papeterie et le travail du cuir (tannerie-mégisserie et ganterie). La métallurgie et le textile restent les deux secteurs majeurs de l’industrie. L’industrie métallurgique est toujours commandée par l’exploitation des mines de fer. Celle-ci tend à se concentrer exclusivement sur Allevard où l’extraction est en plein essor en 1809. En 1812 on y dénombre 84 fosses réparties entre 15 propriétaires dont 35 pour la seule famille Barral. Le charbon de bois est toujours le seul combustible utilisé dans les hauts-fourneaux, malgré le danger de la déforestation, alors qu’il est remplacé de plus en plus par la houille en Europe occidentale. Certes, on assiste à l’essor des mines d’anthracite en Matheysine. « Le bassin de La Mure commence à s’échapper du domaine de la petite entreprise mais son rayon d’action demeure strictement local : cloutiers de la Mure et de Mens, ventes sur Grenoble et Vizille ». En effet, cette qualité de charbon convient mal à l’industrie locale alors que, dans la même période, le bassin houiller de Saint-Étienne est en plein développement et favorise le développement d’une industrie métallurgique concurrente. La métallurgie lourde s’est également concentrée sur Allevard et se maintient à Saint-Vincent-de-Mercuze et Saint-Laurent-en-Royans. La fonderie de canons de Saint-Gervais a retrouvé une certaine activité. La métallurgie différenciée se porte plutôt mieux avec 47 feux à acier, 54 à fer, 64 à taillanderie. Le Dauphiné occupe en France « un neuvième rang honorable ». La production a augmenté dans les différentes branches du textile à des degrés différents selon les fibres : modérément pour l’industrie drapière, très fortement pour la toilerie car la culture du chanvre est dans sa plus belle période et elle a su reconquérir ses marchés à l’étranger.

### Bilan de la période 1730-1820
Deux faits majeurs complémentaires doivent être soulignés. D’une part « la montagne, qui avait fait dès les débuts, une partie de l’originalité et même de la supériorité du groupe dauphinois, la montagne perd beaucoup des avantages, des possibilités qu’elle offrait à l’activité humaine. L’eau motrice et surtout le charbon de bois, ne présentent plus le même intérêt depuis que le charbon minéral est en train de conquérir la suprématie dans le domaine de la métallurgie et dans bien d’autres branches de l’activité. Par ailleurs, la montagne dauphinoise fournit une part de plus en plus faible des laines employées par l’industrie drapière. Il en est de même dans le domaine de la pelleterie : la ganterie grenobloise doit importer la majeure partie de ses peaux » d’autres régions de France. Quant aux chanvres, ils ne tarderont pas à être surclassés par les lins des pays de la Baltique ou du Nord de la France. Enfin, le fer de Belledonne sera lui aussi « progressivement anéanti par celui du Nord-Est ».
D’autre part, « c’est dans les plaines rhodaniennes ou à la limite plaine-montagne, c’est sur le seuil de Rives, c’est à Vienne que la technique fait les progrès les plus sensibles, que la concentration essaie de se réaliser, que le financement paraît le mieux organisé ». La chance de l’industrie dauphinoise est d’être à l’origine, une industrie de contact plaine-montagne…capable de rayonner au loin et de recevoir facilement les impulsions du dehors, les éléments mais aussi les individus qui lui permettront de dominer les incertitudes de sa position… les formes les plus évoluées de concentration industrielle et financière ainsi que les procédés techniques nouveaux… et que des masses plus considérables et plus mobiles de capitaux qui viendront irriguer l’industrie ».

## Le triomphe de la grande industrie (1820-1869)
L’industrie dauphinoise traditionnelle était fondée sur l’exploitation et la transformation des ressources naturelles locales avec un recours marginal aux approvisionnements extérieurs. Trois éléments essentiels n’étaient pas maîtrisés. « D’une part, les communications demeuraient insuffisantes, la circulation des produits était encore malaisée et d’envergure restreinte. D’’autre part, la technique avait médiocrement et inégalement pénétré les branches essentielles de l’activité industrielle. Enfin et surtout le financement des entreprises demeurait archaïque, l’argent circulait mal, l’organisation bancaire était mal adaptée aux besoins des industries ». Cette situation ne satisfaisait plus aux nouvelles conditions caractéristiques de la Première révolution industrielle qui impliquait une large ouverture sur le monde. Une adaptation était nécessaire dans chacune des branches d’activité.

### Les industries textiles
Cette exigence s’est imposée en premier lieu pour l’industrie textile qui devait continuer à occuper le premier rang mais avec de profondes mutations géographiques et sectorielles. Certaines activités vont disparaître. Il ne faut pas s’en étonner en ce qui concerne l’industrie cotonnière. Elle avait pu prospérer lorsqu’elle s’approvisionnait par des importations en provenance de l’Orient sur le marché de Beaucaire. Elle avait servi pour une bonne part de support aux indiennes grâce en particulier à des initiatives venues de Suisse lorsqu’avait été levé par les autorités l’interdit sur leur fabrication et leur commerce. Elle devient la victime du changement des courants commerciaux car l’Europe s’approvisionne désormais en coton américain par les ports de la mer du Nord et de Manche. Les régions du Nord et de Normandie s’en trouvent avantagées. Par ailleurs les indiennes ne sont plus à la mode. La seule exception à signaler est celle de Bourgoin grâce à la reprise en main d’une indiennerie par un cotonnier normand de Bolbec. La toilerie qui avait été le fleuron de la région de Voiron et bénéficiait d’une autonomie locale grâce à la culture du chanvre perd cet avantage avec la concurrence des chanvres d’excellente qualité importés de Russie par les ports de Marseille et du Havre ainsi que de l’Italie. Cette activité aurait, certes, pu se maintenir en profitant des bas prix de ces importations. La raison profonde de sa disparition est à chercher dans son incapacité à se moderniser par l’adoption des nouvelles mécaniques et une forme concentrée des entreprises comme c’était le cas dans le Nord de la France. L’exemple d’un regroupement avec une firme d’Armentières n’a guère été concluant. Si cette industrie mobilisait encore d’importants effectifs dans les années 1840, son déclin s’est accéléré sous le Second Empire : ils ne sont plus en 1865 que 2 165 ouvriers à s’employer dans ce secteur qui recrute difficilement une main-d’œuvre de plus en plus attirée par le travail de la soie.
En ce qui concerne la draperie, qui occupait le plus de bras avant la Révolution, l’évolution a été plus contrastée. Dans une économie largement ouverte sur le monde grâce aux progrès des moyens de transport, les laines grossières d’un troupeau ovin dauphinois pourtant de plus en plus nombreux ne donnaient plus satisfaction. L’industrie lainière s’approvisionne désormais pour partie en Provence, en Espagne, en Afrique du Nord et, de plus en plus, dans l’hémisphère sud (Australie, Argentine). Selon la capacité d’adaptation on peut distinguer trois cas différents. « La décadence sera plus rapide dans le secteur préalpin et rhodanien […]. Le développement du réseau routier puis des chemins de fer amenant sans peine la draperie du Nord de meilleure qualité et à bas prix dans les régions les plus reculées, la résistance des petits ateliers familiaux au machinisme et au capitalisme suffit sans peine à expliquer la chute d’une activité que seul l’isolement avait pu maintenir ». Dans ce secteur, la draperie cesse de revêtir sa forme géographique traditionnelle de nébuleuse en de nombreux villages. Les établissements qui ont su s’adapter sont concentrés dans les quatre villes drômoises de Crest, Die, Dieulefit et Bourdeaux. « Ces industries-témoins auront la vie dure et persisteront même après 1870 ».
Le secteur du Gapençais-Briançonnais, encore mal desservi par les voies de communication, a pu maintenir son industrie lainière, en s’approvisionnant en laines locales et grâce à l’aide de l’administration, particulièrement à Briançon et dans la vallée de la Guisane où s’activent plus de 1100 personnes en 1848. Mais l’heure du déclin ne tardera pas à sonnet et on assiste à l’effondrement à partir de 1860.
A l’opposé, pour l’industrie viennoise s’ouvre une ère de grande prospérité tout au long de cette période. « Ce groupe avait su se donner, surtout depuis l’Empire, une certaine organisation capitaliste et se mécaniser ; il profitait du grand mouvement d’affaires du centre lyonnais et surtout, ayant compris l’impossibilité de rivaliser avec les grandes industries du Nord de la France, il saura se spécialiser dans les productions originales ». La décision capitale a été, surtout à partir de 1843, de se lancer dans la fabrication des tissus dits Renaissance utilisant les bas, tricots hors d’usage, les chiffons, les déchets de toutes natures pour la production d’une gamme infiniment variée de tissus bon marché dont le drap de troupe. Cet essor prodigieux se traduit en termes d’emploi : on passe d’environ 4 000 personnes en 1810 à 12 500 en 1870. « Ce bastion industriel, un des plus solides du Dauphiné, pouvait défier l’avenir ».
Plus remarquable encore devait être le succès de la soierie dans la mouvance de la métropole lyonnaise qui acquiert un rayonnement mondial tout au long de cette période et au-delà. Il s’inscrit d’abord dans le paysage par l’extrême généralisation de la culture du mûrier. De la Drôme, favorisée par la nature de ses sols et de son climat, la sériciculture se densifie désormais dans les terres du Bas-Dauphiné. L’importance des plantations dans l’ensemble de la province s’évalue, plus encore qu’en pieds d’arbres, en surface cultivée, la Drôme, pour finir, gardant un large avantage avec, aux environs de 1860, plus de 19 000 hectares contre 3 600 dans l’Isère. L’élevage du ver à soie est l’accompagnement obligé de la sériciculture dans les trois départements. Les différentes étapes du travail de la soie, de la simple ouvraison ou tirage des cocons jusqu’au tissage proprement dit est à nuancer selon les secteurs. S’agissant de la filature et du moulinage, la Drôme, qui avait la prépondérance d’origine, la conservera. Sur la basse Isère, « Romans, de capitale de la draperie est en train de devenir capitale de la soierie ». En 1860, on recense dans le département 10 640 ouvriers. Si le groupe de l’Isère n’avait connu qu’un développement plus limité de ses filatures et moulinages, il devient le siège d’un groupe de tissage dont l’importance ne cessera de croître. La politique des soyeux lyonnais à partir de 1815 visait, en effet, à la dispersion des métiers dans les campagnes proches où elle trouvait une main-d’œuvre docile et s’accommodant de bas salaires. Le mouvement s’est accéléré très vivement après la fameuse révolte des canuts (1831-1834). « Les patrons, très effrayés, malgré l’écrasement de l’insurrection, désiraient abandonner le plus vite possible cette ville où ils ont craint de tout perdre ». De proche en proche, le tissage a gagné les terres du Bas-Dauphiné. Dans l’arrondissement de La-Tour-du-Pin , on peut dire que presque chaque village renferme des métiers. Le tissage essaimera également dans les deux autres départements, celui de la Drôme plus durablement que celui des Hautes-Alpes mais plus modérément : on sera loin de la dizaine de milliers d’emplois correspondants du département de l’Isère, où les métiers à domicile gardent une part à côté des usines-pensionnats.
Ce tableau de la soierie serait incomplet si on n’y ajoutait quelques notations sur le travail de la schappe c’est-à-dire des déchets de soie. Ils étaient certes récupérés de longue date dès le Moyen-Age en France, en Italie et en Dauphiné incorporés dans le mélange de fibres dont étaient faites les petites étoffes. Ici, comme ce sera le cas pour la ganterie, un homme devait jouer un rôle déterminant par ses inventions. Il s’agit de Michel-Pascal Eymieu issu d’une vieille famille de marchands de soie de Saillans. « Il inventa vers 1810 une presse à peigner ainsi que tout un assortiment de machines à mêler, à allonger, à doubler, à filer […] qui permettait d’obtenir des fils ténus et d’excellente qualité ». L’exemple a été suivi dans la vallée de la Drôme mais le succès le plus inattendu est celui de la ville de Briançon, sur l’ initiative d’un enfant du cru, Mathieu, de Saint-Véran, en 1842, initiative reprise bientôt par un banquier. Il faut dire que la ville était avantagée par la facilité avec laquelle on pouvait s’approvisionner en matière première dans le Piémont par le col de Montgenèvre. En 1863 est construite une grande usine de 5 étages dans le faubourg de Sainte-Catherine. 800 personnes y ont leur emploi en 1869. D’autres entrepreneurs se sont engagés dans cette voie en Bas-Dauphiné mais ils ne seront pas en mesure de se comparer avec Briançon ou avec le groupe du Bugey méridional à Tenay et à Saint-Rambert-en-Bugey.

### Les industries du cuir
Les tanneries et mégisseries demeuraient nombreuses vers 1820 mais elles gardaient leurs caractères paysan et artisanal, réfractaires à toute innovation technique ou financière. Aussi assiste-t-on à leur profond déclin face à la concurrence de régions plus dynamiques (l’Aveyron avec Millau et l’Ardèche avec Annonay) pour la tannerie qui ne se maintiendra que dans les villes jumelles de Romans et Bourg-de-Péage. Il en va de même pour la mégisserie qui disparaîtra de la Drôme sauf à Romans. Même à Grenoble, elle ne pourra entièrement satisfaire à la demande de la ganterie et beaucoup de peaux déjà mégissées seront achetées dans l’Ardèche. Diffuse dans diverses parties du Dauphiné, celle-ci devait connaître une dernière « fièvre gantière » dans les Hautes-Alpes à partir de 1830 mais les coûts de transport, la cherté de la main-d’œuvre, l’insuffisance de son outillage ont provoqué son déclin qui se précipitera après 1870. En revanche, à Grenoble son essor va être prodigieux. Les raisons de son succès dans la capitale du Dauphiné sont multiples : « existence depuis des siècles d’une main-d’œuvre de haute qualité, présence de familles entreprenantes et disposant de gros capitaux, rôle commercial fortement accru par l’essor des routes et du chemin de fer ». Mais les découvertes de Xavier Jouvin à partir de 1834 ont joué un rôle capital. Il parvint à établir une classification des types de mains, en fonction de leurs formes et dimensions sur leur double face dorsale et palmaire, en 32 modèles ou calibres exactement chiffrés. Il ajouta la découverte de l’emporte-pièce selon les mesures établies préalablement. Le succès de cette industrie fut tel qu’elle ne cessa de fournir de plus en plus d’ouvrage dans tout le département avec une importance spéciale dans le Bas-Dauphiné. En 1867 on recensait plus de 2000 coupeurs et 30 000 couturières et il faudrait ajouter la liste des activités annexes comme la teinturerie.
Le succès de l’industrie de la galoche à Izeaux, dans l’orbite de Voiron, mérite d’être signalé mais il restera limité « à la fabrication des gros souliers, des brodequins, des galoches, faits à la main, d’un écoulement facile dans les foires et marché de la région ». Elle disparaîtra vers 1876 mais aura eu, un temps, le mérite de donner de l‘ouvrage à la main-d’œuvre mise au chômage par la disparition du tissage du chanvre. En revanche l’industrie de la chaussure à Romans, promise au plus brillant avenir, apparaît dès cette époque. Elle a commencé vers 1850, comme à Izeaux, par montage de la tige sur semelle de bois mais a été vite complétée par d’autres modèles. Son importance ne cessera de croître au point qu’en 1868, le maire de la commune pouvait déclarer : « L’industrie de la cordonnerie est celle qui occupe le plus de bras. Les 7 grandes fabriques de chaussures occupent près de 1 500 ouvriers des deux sexes. Les Maisons de cordonneries exportent dans tous les pays du monde ». Le début de la mécanisation des tâches n’est pas étranger à ce succès.

### La métallurgie
Cet autre point fort de l’industrie dauphinoise traditionnelle a su, lui aussi, opérer sa mutation. La Première révolution industrielle repose principalement sur le charbon et le travail du fer. L'évolution a été défavorable au Dauphiné sur ces deux points. S’agissant des ressources énergétiques, l’ère du charbon de bois étant révolue, l’avenir appartenait au charbon de terre et à son dérivé le coke. Le Dauphiné ne pouvait subir la concurrence des grands bassins houillers, à commencer par celui, si proche, de la Loire. Le seul bassin dauphinois de quelque importance était celui de la Matheysine autour de La Mure. Or la qualité de son anthracite n’était pas celle attendue par les entreprises de l’époque. De plus, alors que le réseau ferroviaire était établi dans ses grandes lignes, malgré la pressante demande de ses élus, la Matheysine n’était pas désenclavée. Les coûts de transport rendaient son charbon non compétitif. « Le rayon des ventes restait faible, essentiellement Grenoble, la région de La Mure et de Vizille, Gap, Le Bourg-d’Oisans, et quelque peu Rives et Voiron ». En 1869, sur 4 254 200 quintaux métriques consommés, 72 % provenaient de la Loire, et pour une moindre part, d’autres bassins, comme celui d’Alès pour la Drôme. La situation n’était guère meilleure s'agissant des mines de fer sauf pour celles d'Allevard qui « exerce une royauté sans partage » grâce à une concentration financière de l’exploitation. Quant au minerai extrait de la base de l’Isle-Crémieu au nord de la Verpillière, il n’a guère été exploité qu’une trentaine d’années entre 1836 et 1866. En 1868, les hauts-fourneaux de l’Isère s’approvisionnaient à 70 % dans le Doubs, l’Ain, en Afrique et en Espagne.
Dans le système traditionnel, les hauts-fourneaux locaux fournissaient la fonte aux aciéries qui exportaient leurs meilleurs produits aux manufactures d’armes de Saint-Étienne et à la coutellerie de Thiers, réservant les fers et aciers de qualité médiocre aux martinets et taillanderies du cru qui les transformaient en outils de toutes natures. Cette organisation s’était perpétuée sous la Révolution et sous l’Empire. Pendant une bonne vingtaine d’années jusque vers 1842, tous les efforts des métallurgistes dauphinois ont tendu à rétablir cet ancien système. La crise de l’acier des années 1840 a aidé à la prise de conscience. Face au prodigieux essor d’une métallurgie modernisée dans l’ensemble du pays et plus particulièrement dans la région stéphanoise, les usines dauphinoises « ne peuvent sortir de la crise qu’en se hâtant d’adopter les perfectionnements qu’elles ont trop négligés ». Elles pouvaient « encore parcourir une honorable carrière en se tournant vers les fabrications spéciales, réclamant proportionnellement peu de matières premières mais exigeant de l’intelligence technique de la part des ingénieurs et de l’habilité de la part de la main-d’œuvre ».
Cette adaptation va prendre trois formes. La première consiste dans le développement de la fonderie et de la tôlerie pour la production des pièces au service des moyens de transports et du machinisme. Il n’est pas étonnant que l’exemple soit venu du côté de Vienne, à proximité du foyer industriel stéphanois. Cet avantage a su être exploité précocement par les Frèrejean, fondateurs d’une véritable dynastie. Ils ont été d’ailleurs les premiers à édifier des hauts-fourneaux utilisant le coke comme combustible dans la vallée de la Gère, à Vienne même et à Pont-l’Évêque. C’est bien plus tard (1856-57) qu’ils seront imités par la puissante société Targe en bordure de Rhône à Chasse-sur-Rhône. Les produits « peuvent servir à la construction complète des bateaux à vapeur en fer, aux appareils de machines à vapeur, des paquebots de l’Etat, à la fabrication des caisses à eau des arsenaux ». Trois usines fonctionnaient en 1860 employant 1000 ouvriers. L’exemple viennois sera suivi mais surtout sous le Second Empire dans le secteur du seuil de Rives et à Bourgoin. A Grenoble naît très timidement, entre autres, la Société Bouchayer-Viallet qui devait devenir la grande spécialiste des conduites-forcées.
Autre secteur, autre réorientation : une conversion à la métallurgie de transformation à partir de l’acier. L’initiative est venue d’Eugène Charrière, nouvel administrateur général de l’usine d’Allevard à partir de 1843. Son « habile programme ne sacrifiait ni l’exploitation minière ni les hauts-fourneaux » mais réorientait à l’aval de cette chaîne vers la métallurgie différenciée. C’est en 1850 qu’est installée une aciérie moderne et qui sera constamment perfectionnée. A l’imitation des entreprises de la Loire, elle livrera du matériel aussi bien aux compagnies de chemin de fer qu’aux arsenaux. En 1866 était inauguré l’atelier d’aimants qui devait rester la base de l’activité en plein XXe siècle. A une échelle plus modeste et pour un temps plus limité, aux portes de la Chartreuse, Fourvoirie saura trouver sa voie dans les bandages de roues pour locomotives et wagons.
La troisième forme d’adaptation ne sera pas la moins féconde : il s’agit des constructions mécaniques. « C’est également dans la région de Vienne qu’elle débutera et que, jusqu’en 1870, elle conservera la plus grande importance. Comme on pouvait s’y attendre, elles se mirent pour commencer au service de l’industrie drapière locale, mais encore pour les départements environnants et les pays étrangers, notamment pour la Savoie et l’Italie ». L’essor s’accentuera sous le Second Empire, à l’initiative d’une grande famille d’industriels, les Jouffray. La gamme des clients s’est alors élargie avec une importance exceptionnelle en direction de la papeterie. On compte 325 ouvriers employés dans cette branche en 1865. Cet essor viennois ne saurait faire oublier celui d’autres centres dont celui du seuil de Rives où Antoine Allimand, un simple ouvrier originaire de Vienne (la création des ateliers Allimand à Rives vers 1850 est due à l'initiative de deux frères, Antoine dit "Etienne" qui a fait les Arts et Métiers (1819 Vienne - 1861 Rives) , ainsi que son frère Benoît dit "Antoine" (1832 Vienne - 1902 Rives)), à l’imitation des Jouffroy deviendra le grand fournisseur des machines dans la plus grande variété pour les plus grandes papeteries françaises. À Bourgoin, après s’être consacré à la soierie en grand développement dans le Bas-Dauphiné, Diedrichs amorce en 1868-69 l’évolution qui fera de son entreprise la grande affaire de construction de métiers à tisser.
Il n’est pas jusqu’à la taillanderie qui saura s’adapter aux temps nouveaux : en 1860, à Allivet, sur le seuil de Rives, à l’initiative du Stéphanois Mathieu Revollier, une vaste usine remplace une ancienne forge artisanale et livre haches, serpes, pioches, marteaux en quantité industrielle.

### Les autres industries: papeterie, ciment, chapellerie

#### La papeterie
Longtemps industrie secondaire, la papeterie allait connaître à partir de 1820 une période d’essor sans précédent. Le Dauphiné se placera en 1870 au premier rang des régions papetières françaises. Cette promotion s’explique par le fait que toutes les conditions étaient réunies au départ pour faciliter son adaptation au machinisme et au capitalisme : présence d’une main-d’œuvre exercée de longue date, pureté des cours d’eau, facilité des communications, notamment avec Lyon. Ses progrès se manifestent dès les années 1820-1850 dans le département de l’Isère : en 1838, le préfet pouvait déclarer : « Notre département est au nombre de ceux qui en [papeteries] possèdent le plus ». À cette date, cette activité mobilise 700 ouvriers. Elle est surtout concentrée dans le Grésivaudan jusqu’à Vizille, sur le seuil de Rives-Voiron, et est en grand progrès dans le secteur de Bourgoin–La-Tour-du-Pin et, plus discrètement, à Vienne. Dans la Drôme, seule compte vraiment l’usine Latune à Mirabel-et-Blacons. La croissance s’accentue sous le Second Empire sans commune mesure avec les trois premières décennies. En 1869 on compte en Dauphiné 46 usines employant 3 300 ouvriers avec la même disproportion entre les deux départements ! Cette prospérité s’explique par une recherche constante de la qualité et une mécanisation sans cesse perfectionnée. On peut retenir comme symbolique le cas des Blanchet-Kléber à Rives, qui livrent des papiers incombustibles puis du papier photographique et pour billets de banque tandis que Lafuma fournit en papier l’édition de grand luxe. Dans les années 1860 aux groupes du Bas-Dauphiné et du seuil de Rives le Grésivaudan fait maintenant l’équilibre. Il se distingue par l’utilisation de la pâte de bois comme matière première pour la production de papier d’usage plus commun et tire son énergie de l’équipement des torrents descendus de la chaîne de Belledonne. L’Ariégeois Aristide Bergès, à qui l’on devra l’expression de houille blanche, est le premier à équiper en 1867 d’une conduite-forcée le torrent de Lancey.

#### La cimenterie
Cette industrie d’un grand avenir naît assez timidement dans la région de Grenoble à partir de 1842 puisqu’elle n’emploiera que 130 ouvriers en 1869. Mais les plus grandes perspectives lui étaient ouvertes car toutes les conditions étaient réunies pour favoriser son développement. En premier lieu, la matière première était constituée aux portes de Grenoble par les couches de calcaires se présentant par la tranche du Jurassique supérieur et du Crétacé des massifs préalpins du Vercors et le la Chartreuse, avec des variétés se prêtant à la fabrication des ciments et des chaux. La facilité des communications dont le chemin de fer à partir de 1858 était indispensable à ces matières pondéreuses. Enfin des capitaux étaient prêts à s’investir dans la capitale du Dauphiné. Ainsi sont nées deux sociétés : celle qui deviendra en 1878, après diverses fusions, la Société des Ciments de la Porte de France et la société toujours connue aujourd’hui sous le nom de son fondateur Vicat, natif de Vif. Un ingénieur pouvait proclamer en 1870 : « L’industrie des ciments continue à se développer chaque année : la puissance et l’étendue presque indéfinie des couches exploitables ne lui assignent d’autres limites que celles de la consommation. Malgré la concurrence, les débouchés de Grenoble s’étendent sans cesse ».

#### Chapellerie
La tradition ancienne de la chapellerie était vouée à disparaître dans sa forme artisanale et par sa clientèle paysanne. Deux groupes arriveront cependant à progresser en se transformant totalement.
La tradition du chapeau de paille se perpétue à Moirans puis Voiron. Elle gagne Grenoble, favorisée par une loi de 1845 qui augmentait les droits de douane. Son développement devient alors exceptionnel. « En 1851, 250 hommes et 9 000 femmes étaient employés à la fabrication proprement dite tandis que 5 000 autres préparaient et tressaient la paille, l’immense majorité d’entre elles habitant d’ailleurs hors de la ville ». Deux centres secondaires prospèrent au Monestier-de-Clermont avec 600 ouvriers et à Saint-Laurent-du-Pont avec 300. La mécanisation devait entraîner une réduction des effectifs.
Cette tradition était inexistante à Romans et Bourg-de-Péage mais une main-d’œuvre était disponible du fait de la disparition de la draperie et la commercialisation serait facilitée par les relations commerciales coutumières de la place. Mais l’essor de cette industrie tient d’abord à la spécialisation dans le chapeau de feutre, mélange de laine et de poils. Présente dans l’agglomération au début des années 1850, elle va se développer fortement après 1860 et mobilise 468 ouvriers à Bourg-de-Péage en 1865. Le nom de Mossant est indissociable de ce succès. Camille, le fondateur de la firme, fort d’une expérience acquise à Lyon, avait commencé modestement dans sa ville natale en 1835. Mais c’est surtout après 1860 que débutera la grande période : la firme est médaillée à l’exposition de Londres en 1862 et à celle de Paris en 1867. Il lui faut des locaux à proportion : ils sont inaugurés en 1865. La renommée dépasse les frontières de la France : elle devient mondiale.

### Conclusion
Cette approche sectorielle rend insuffisamment compte de l’importance prise au cours de cette période par trois centres urbains qui cumulent plusieurs activités et jouent un rôle  capital dans l’organisation commerciale. Romans, « de grand centre de draperie et de tannerie est devenue centre de la filature et du moulinage de la soie, de la chapellerie, de l’industrie de la chaussure, et surtout le grand centre régional des soies. « Romans se présente ainsi à la fois comme centre industriel actif et surtout comme centre de rassemblement et de vente » au point de s’attirer quelque jalousie de la part de Valence davantage confiné dans ses fonctions administratives et religieuses. La direction de l’industrie dauphinoise appartient en partie à Vienne qui, avec ses 11 140 ouvriers de la draperie, ses 740 ouvriers de la métallurgie en 1868 fait figure de grand centre industriel moderne. Mais le fait le plus nouveau est le rôle éminent de la capitale du Dauphiné. « Tard venue à la vie industrielle proprement dite, longtemps ville de garnison et de Parlement, Grenoble est à la fin du Second Empire, un grand foyer industriel, grâce à la ganterie, à l’industrie des ciments, à la chapellerie tandis que l’industrie mécanique commence à s’y révéler. Mais surtout Grenoble jouit d’un rayonnement et exerce un rôle de commandement qui s’étend à tout le Dauphiné.